# Арбиново
Арбиново (мкд. Арбиново) је насеље у Северној Македонији, у западном делу државе. Арбиново припада општини Дебарца.

## Географија
Насеље Арбиново је смештено у западном делу Северне Македоније. Од најближег града, Охрида, насеље је удаљено 36 km северно.
Арбиново се налази у историјској области Дебарца, која обухвата слив реке Сатеске и са изразитим планинским обележјем. Насеље је смештено у горњем делу области. Западно од насеља издиже се планина Караорман, а источно Илинска планина. Кроз насеље протиче речица Сатеска. Надморска висина насеља је приближно 880 метара.
Клима у насељу је планинска.

## Становништво
Арбиново је према последњем попису из 2002. године имало 26 становника. 
Већину становништва чине етнички Македонци (100%).
Већинска вероисповест је православље.